# Robert Gair
Robert Gair (* 1839 in Schottland; † 1927 in den Vereinigten Staaten) war ein britisch-amerikanischer Erfinder. Er war Gründer des Pappkarton-Herstellers Robert Gair Co mit Sitz in Dumbo, Brooklyn.
Der Schotte erfand 1890 den vorgeschnittenen Karton bzw. Kartonagen – flache Stücke, die als lose Schachtel gefertigt wurden. Seine Erfindung entstand als Folge eines Unfalls: Er war während der 1870er Jahre Drucker und Papiertaschenmacher und eines Tages druckte er eine Bestellung von Saatbeuteln. Ein Metalllineal, das normalerweise verwendet wurde um die Saatbeutel zu falten, schnitt sie ab. Gair entdeckte, dass er durch Schneiden und Falten in einem Arbeitsgang fertige Pappkartons herstellen konnte. Die Anwendung dieser Idee auf Wellpappe war eine logische Entwicklung, als das Material um die Wende zum zwanzigsten Jahrhundert zur Verfügung stand.